# Socii Vechi, Fălești
Socii Vechi este un sat situat în vestul Republicii Moldova, în Raionul Fălești. Aparține administrativ de comuna Călugăr. La recensământul din 2004 avea o populație de 41 locuitori.